# Hanes (sous-vêtements)
Pour les articles homonymes, voir Hanes (homonymie).
Hanes (fondé en 1901) et Hanes Her Way (fondé en 1986) sont des marques de sous-vêtements et de vêtements de loisirs et de sport détenues par Hanesbrands (en), Inc Corporation.

## Historique
En septembre 2006, Sara Lee Corporation se sépare de ses marques de vêtements en Amérique et en Asie en créant une entité indépendante sous le nom de Hanesbrands Inc. (en) Le portefeuille de marques de la compagnie comprend Hanes, Dim, Champion (revendue par la suite à Authentic Brands Group), Playtex, Bali, Just My Size, Barely There, Wonderbra, L’eggs, C9 by Champion, Duofold, Beefy-T, Outer Banks, Sol y Oro, Rinbros, Zorba et Ritmo.
HanesBrands est reconnue pour son travail en faveur de l'environnement, incluant des immeubles écologiques[source secondaire souhaitée]. L'entreprise est également reconnue pour ses actions caritatives, notamment le soutien à des écoles au Honduras et des actions en République dominicaine.

## Produits
La marque Hanes est utilisée par l'entreprise pour la commercialisation de :
- vêtements d'intérieur :
  - sous-vêtements féminins, telles que des brassières, culottes et body,
  - sous-vêtements masculins maillot de corps ,
  - sous-vêtements pour enfants;
  - chaussettes ;
- vêtements d'extérieur :
  - T-shirts et shorts,
  - vêtements de loisirs et de sport.

## Publicité
Dans les années 2000, une campagne publicitaire autour des T-Shirts « Go Tagless » est lancée, avec diverses célébrités comme Michael Jordan, Jackie Chan et Brian Regan.
En 2005, une autre campagne a débuté avec le slogan « Look who we've got our Hanes on now » ("Regardez, nous avons notre Hanes désormais"), avec des célébrités telles que Michael Jordan, Jennifer Love Hewitt, Marisa Tomei, Damon Wayans, Matthew Perry, Aracely Arambula et Pablo Montero. En 2006, vinrent s'ajouter Kevin Bacon et Christina Applegate. En 2007, la campagne inclut Cuba Gooding Jr. et Sarah Chalke.
En juillet 2008, Charlie Sheen rejoint Michael Jordan en tant que porte-parole de la marque,.